# Jason Mott
James Mott (Bolton, ...) è uno scrittore e poeta statunitense.

## Biografia
Nato e cresciuto nella piccola cittadina di Bolton, Carolina del Nord, ha conseguito un Bachelor of Fine Arts e un Master of Fine Arts alla University of North Carolina Wilmington.
Dopo aver lavorato per alcuni anni come operatore di call center per una grande compagnia di telefoni cellulari, nel 2013 ha esordito nella narrativa con il romanzo The Returned incentrato sulla misteriosa resurrezione di alcune persone e gli effetti sulle persone care rimaste in vita.
Con una premessa simile alla pellicola Quelli che ritornano del 2004 successivamente adattata nella serie TV Les Revenants nel 2012, il libro è stato opzionato dalla Plan B Entertainment di Brad Pitt e adattato nella serie TV Resurrection andata in onda per due stagioni nel biennio 2014-2015.
Autore di altri 4 romanzi e 6 raccolte di liriche, nel 2021 è stato insignito del National Book Award per la narrativa grazie al romanzo in parte autobiografico Che razza di libro! che narra le vicende intrecciate di uno scrittore in tour per promuovere il suo ultimo libro e di un ragazzo nero bullizzato dai compagni per il colore della pelle.

## Opere

### Romanzi
- The Returned, Milano, Harlequin Mondadori, 2013 traduzione di Elisabetta Lavarello ISBN 978-88-6183-414-9.
- La bellezza delle piccole cose (The Wonder of All Things, 2014), Roma, Newton Compton, 2015 traduzione di Angela Ricci ISBN 978-88-541-7784-0.
- Ava's Gift (2014)
- The Crossing (2018)
- Che razza di libro! (Hell of a Book: Or the Altogether Factual, Wholly Bona Fide Story of a Big Dreams, Hard Luck, American-Made Mad Kid, 2021), Milano, NNE, 2022 traduzione di Valentina Daniele ISBN 9791280284525.

### Raccolte di poesie
- We Call This Thing Between Us Love (2009)
- Hide Behind Me (2011)
- Dark Musings Volume 1 (2013)
- Dark Musings (2013)
- Dark Musings Volume 2 (2013)
- The Random Drabblings of a Madman (2013)

### Racconti
- Here A Drabble, There A Drabble... (2014)

## Adattamenti televisivi
- Resurrection serie TV (2014-2015)

## Premi e riconoscimenti
National Book Award per la narrativa
- 2021 vincitore con Che razza di libro!